# Nigel Clough
Nigel Howard Clough (født 19. marts 1966 i Sunderland, England) er en tidligere engelsk fodboldspiller, og senere træner, der spillede som angriber, og som (pr. december 2013) er manager for Sheffield United. Han var på klubplan primært tilknyttet Nottingham Forest, men havde også ophold hos både Liverpool og Manchester City. Med Nottingham Forest vandt Clough to gange, i 1989 og 1990, Liga Cuppen.
Clough blev desuden noteret for 14 kampe for Englands landshold. Han var en del af den engelske trup til EM i 1992 i Sverige.
I over 10 år var Clough spillende manager i den lille klub Burton Albion. I 2009 blev han manager i Derby County, hvor også hans far, den legendariske Brian Clough, var manager. 

## Titler
Liga Cup
- 1989 og 1990 med Nottingham Forest